# Šakíb Šanán
Šakíb Šanán (hebrejsky שכיב שנאן, Šakiv Šna'an, arabsky شكيب شنان) je izraelský politik a poslanec Knesetu za stranu Acma'ut.

## Biografie
Narodil se 20. června 1960 ve městě Churfejš. Získal vysokoškolské vzdělání bakalářského typu na Telavivské univerzitě v oboru orientální, všeobecná a právní studia. Sloužil v izraelské armádě, kde působil v praporu Cherev a v průzkumné jednotce 244. Hovoří hebrejsky, anglicky a arabsky. Je členem komunity izraelských Drúzů.

## Politická dráha
V letech 1989–1995 byl učitelem a vedoucím pracovníkem na střední škole ve městě Churfejš. V letech 1995–1996 dělal asistenta náměstkovi ministra vnitra. V letech 1997–2001 pak zastával post výkonného poradce ministra menšin. V letech 2005–2006 byl hlavním poradcem na mnisterstvu vnitra a v letech 2002–2008 zároveň pracoval jako oblastní supervizor při ministerstvu sociální péče.
V izraelském parlamentu zasedl po volbách do Knesetu v roce 2006, ve kterých kandidoval za Stranu práce. Mandát ale získal až dodatečně v květnu 2008 jako náhradník za Efrajima Sne, jenž rezignoval. V letech 2008–2009 v Knesetu působil jako člen výboru pro vzdělávání, kulturu a sport.
Ve volbách do Knesetu v roce 2009 kandidoval, ale vzhledem k nízkému procentuálnímu zisku Strany práce nezískal mandát v Knesetu. Poslancem se nakonec stal 14. února 2012, když nahradil Matana Vilnaje.